# Родопські гірські мішані ліси

Родопські гірські мішані ліси на мапі

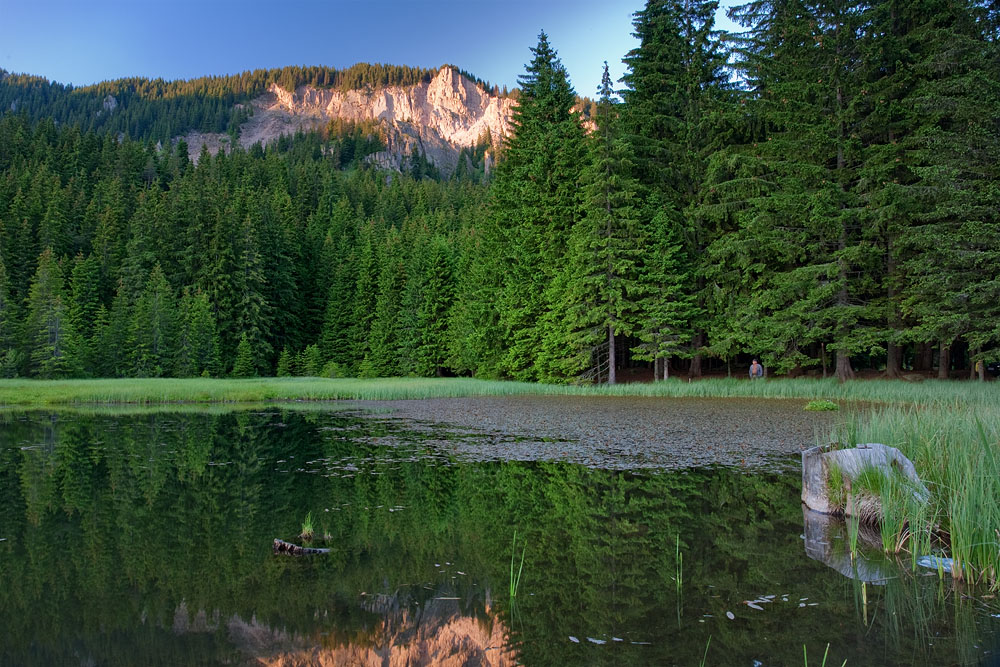
Родопі

Родопські гірські мішані ліси — екорегіон Європи, визначено WWF. Належить до біому помірних широколистяних та мішаних лісів та палеарктичної екозони. Екорегіон також відомий як "Південна Європа: Болгарія з невеликим розширенням до Греції, Македонії та Югославії" в системі WWF.
На терені екорегіону розташовані три загальнодержавні парки, всі вони розташовані в Болгарії: Центральні Балкани, Пірин та Рила.

## Розташування
Родопські гірські мішані ліси охоплюють вищі частини Балканських гір, Родопи, Рила, Пірин, Вітоша, Средна-Гора, Огражден та Малешево, майже повністю розташовані в Болгарії, а також у деяких суміжних районах Греції, Північної Македонії та Сербії. Має площу 31 600 км² і на менших висотах їх замінюють балканські мішані ліси.

## Флора
Кількість видів судинних рослин в екорегіоні оцінюється в 3000. Нижні райони вкриті мішаними листяними лісами, представлені європейським буком, грабом східним, грабом європейським та кількома видами дубу. Вище розташовані хвойні ліси — сосна шотландська, сосна боснійська, македонська сосна, Abies borisii-regis, ялиця срібна, ялина норвезька тощо. Найвищі висоти займають чагарники, верхів’я та альпійська тундра.

## Фауна
В екорегіоні можна зустріти бурі ведмеді, вовків, куницю лісову, видру європейську, диких котів та козиць, сарн, кабанів та лисиць.
Більшість європейських хижих птахів можна зустріти у регіоні, включаючи рідкісний орел-могильник, гриф чорний та сип білоголовий.